# Laura Bassi
Laura Maria Caterina Bassi (Bolonha, 29 de outubro de 1711 — 20 de fevereiro de 1778) foi uma cientista italiana e a primeira mulher a ensinar oficialmente em uma universidade na Europa.

## Biografia
Nascida em Bolonha em uma família rica, sendo o pai advogado, foi educada e instruída privadamente durante sete anos em sua adolescência por Gaetano Tacconi, um professor universitário de Biologia, História Natural e de Medicina. Ela chamou a atenção do cardeal Prospero Lambertini, que a incentivou em seu trabalho científico. Foi nomeada professora de anatomia em 1731 na Universidade de Bolonha aos 20 anos de idade e foi eleita para a Academia do Instituto de Ciências em 1732, e no ano seguinte foi-lhe dada a cadeira de filosofia. Em seus primeiros anos as oportunidades de ensinamento foram restritas a palestras ocasionais. Em 1738 se casou com Giuseppe Veratti, um companheiro acadêmico com quem teve doze filhos.
Palestras a partir de casa regularmente, teve êxito ao solicitar à Universidade mais responsabilidades e um salário mais elevado, o que permitiria que ela comprasse seus próprios equipamentos. Envolveu-se principalmente em física newtoniana e ministrou cursos sobre o assunto por 28 anos. Foi uma das figuras-chaves na introdução de ideias da física de Newton e da filosofia natural na Itália. Também realizou suas próprias experiências em todos os campos da física. Publicou 28 artigos, a grande maioria deles em física e hidráulica, embora não tenha escrito nenhum livro. Em 1745 Lambertini (Papa Bento XIV) criou um grupo de elite de 25 estudiosos conhecido como Benedettini ("Beneditinos", em homenagem a si mesmo.) Bassi fez pressão para ser nomeada para o grupo, mas houve uma reação mista dos outros acadêmicos. Finalmente, Bento nomeou-a como a única mulher no grupo. Em 1776, aos 65 anos, foi nomeada para a cadeira de física experimental do Instituto de Ciências, tendo o marido como um assistente de ensino. Dois anos depois, ela faleceu, desenvolvendo a física como carreira ao longo da vida e quebrado grande quantidade de paradigmas para as mulheres nos círculos acadêmicos. Ela foi eleita membro de várias sociedades literárias e realizou extensa correspondência com os homens mais eminentes da Europa em letras. Ela estava bem familiarizada com a literatura clássica, bem como com a da França e Itália.

## Trabalhos publicados
Devido às suas funções administrativas, problemas familiares e doenças frequentes durante o parto, Bassi publicou apenas algumas obras, que refletem uma pequena fração de suas contribuições para a Universidade de Bolonha. Seus trabalhos científicos foram melhor resumidos no tratado de Domenico Piani Catalogo dei Lavori dell'Antica Accademia, raccolti sotto i singoli autori, publicado em 1852. Seus trabalhos publicados foram:
- De acqua corpore naturali elemento aliorum corporum parte universi (Sobre corpos de água como elementos naturais de outras partes do universo, uma coleção de teses para nomeação universitária, foi publicada em 1732)
- Quatro obras que apareceram em De Bononiensi Scientiarum et Artium Instituto atque Academia Commentarii (Comentários do Instituto de Bolonha e da Academia de Artes e Ciências)[4]

1. De aeris compressione (Sobre a pressão do ar, 1745)
2. De problemate quodam hydrometrico (CSobre certos problemas em hidrometria, 1757)
3. De problemate quodam mechanico (obre certos problemas de mecânica, 1757)
4. De immixto fluidis aere (Sobre fluido gasoso misturado, publicado postumamente em 1792)